# گوزن فریادکش
گوزن فریادکش (نام علمی: Muntiacus) سرده‌ای از گوزن‌سانان است که به‌خاطر جثه کوچک، شاخک‌های کوتاه و صدای متمایز شبیه به فریاد شناخته می‌شوند. این سرده از کهن‌ترین اعضای خانواده گوزن‌هاست و سنگواره‌های آن به دوره میوسن بازمی‌گردد.

## ویژگی‌های ریخت‌شناسی
گوزن‌های فریادکش جثه‌ای کوچک تا متوسط دارند، با طول بدن ۸۰ تا ۱۳۰ سانتیمتر و وزن ۱۰ تا ۳۵ کیلوگرم. نرها دارای شاخک‌های کوتاه (۵ تا ۱۵ سانتیمتر) و دندان‌های نیش بلند و خمیده هستند که در رقابت‌های نرها استفاده می‌شود. پوست آن‌ها معمولاً قهوه‌ای مایل به قرمز با زیرتنه سفید است، اما برخی گونه‌ها مانند گوزن فریادکش سیاه (M. crinifrons) الگوی رنگی متفاوتی دارند.  

## رفتار و اکولوژی
این گوزن‌ها به‌طور عمده شب‌گرد هستند و در جنگل‌های انبوه گرمسیری و نیمه‌گرمسیری آسیا زندگی می‌کنند. رژیم غذایی آن‌ها شامل برگ‌ها، میوه‌ها، جوانه‌ها و گاهی حشرات کوچک است. گوزن‌های فریادکش با تولید صداهای بلند شبیه پارس سگ، قلمرو خود را مشخص می‌کنند که دلیل نامگذاری آن‌هاست.

### تولیدمثل
دوره بارداری حدود ۲۱۰ روز است و معمولاً یک نوزاد به دنیا می‌آورند. نوزادان پس از ۶ ماه مستقل می‌شوند و در ۱۲ ماهگی به بلوغ جنسی می‌رسند.

## پراکندگی و زیستگاه
گوزن‌های فریادکش بومی جنوب و شرق آسیا هستند و از هند تا اندونزی و جنوب چین پراکنده‌اند. برخی گونه‌ها مانند گوزن فریادکش ریوز (M. reevesi) به اروپا و آمریکای شمالی نیز معرفی شده‌اند. زیستگاه آن‌ها شامل جنگل‌های اولیه، ثانویه و مناطق بوته‌زاری مرطوب است.  

## گونه‌ها
تاکنون ۱۲ گونه شناخته شده‌اند:
- گوزن فریادکش ریوز، Muntiacus reevesi
- گوزن فریادکش سیاه، Muntiacus crinifrons
- گوزن فریادکش فی، Muntiacus feae
- گوزن فریادکش زرد بورنئو، Muntiacus atherodes
- گوزن فریادکش روزولت، Muntiacus rooseveltorum
- گوزن فریادکش گونگشان، Muntiacus gongshanensis
- گوزن فریادکش بزرگ، Muntiacus vuquangensis
- گوزن فریادکش ترونگ سان، Muntiacus truongsonensis
- گوزن فریادکش برگی، Muntiacus putaoensis
- گوزن فریادکش سوماترایی، Muntiacus montanus
- گوزن فریادکش پو هوآت، Muntiacus puhoatensis
- گوزن فریادکش شمالی، Muntiacus vaginalis

## وضعیت حفاظت
برخی گونه‌ها مانند گوزن فریادکش سیاه به دلیل شکار غیرقانونی و تخریب زیستگاه در فهرست اتحادیه بینالمللی حفاظت از طبیعت (IUCN) به عنوان گونه‌های آسیب‌پذیر طبقه‌بندی شده‌اند. برنامه‌های حفاظتی شامل ایجاد مناطق حفاظت‌شده و محدودیت شکار است.  

## اهمیت فرهنگی
در برخی فرهنگ‌های آسیایی، این گوزن‌ها نماد هوشیاری و چابکی هستند. در ویتنام، گوزن فریادکش بزرگ به عنوان یکی از نمادهای حیات وحش ملی شناخته می‌شود.